# Mangora acre
Mangora acre es una especie de Arachnida del género Mangora, de la familia Araneidae, del orden Araneae.

## Distribución
Mangora acre se distribuye por Colombia, Perú y Brasil.

## Taxonomía
Fue descrita científicamente por Levi, 2007. Fue publicado por primera vez en Levi, H. W. (2007). The orb weaver genus Mangora in South America (Araneae, Araneidae). Bulletin of the Museum of Comparative Zoology 159: 1-144.